# Carlo Ghisalberti
Carlo Ghisalberti (Roma, 18 dicembre 1929 – Roma, 15 dicembre 2019) è stato uno storico italiano.

## Biografia
Laureato in giurisprudenza con una tesi in storia del diritto italiano discussa con Francesco Calasso, Carlo Ghisalberti fu per otto anni funzionario della Camera dei deputati rivestendo, tra l'altro, l'incarico di segretario della Commissione Giustizia.
Ha insegnato storia del diritto italiano nelle Università di Messina, Trieste e, successivamente, nell'Università di Roma La Sapienza, presso il dipartimento di geografia umana, dove ha anche insegnato storia contemporanea. Dal 2005 alla morte è stato professore emerito.
Si è occupato di storia costituzionale italiana, della storia delle codificazioni preunitarie e postunitarie, con riguardo alle costituzioni giacobine ed alla società ed alle istituzioni risorgimentali.

## Opere
Tra i suoi libri riguardanti la storiografia italiana si segnalano:
- Carlo Ghisalberti, Storia costituzionale d'Italia, Laterza, 1974 (ultima edizione: 2002)
- Carlo Ghisalberti, Istituzioni e società civile nell'età del Risorgimento, Laterza, 2005
- Carlo Ghisalberti, La codificazione in Italia (1865-1942), Laterza, 2005
- Carlo Ghisalberti, Silvio Spaventa tra Risorgimento e Stato unitario, 2013, La Scuola di Pitagora
- Carlo Ghisalberti, Adriatico e confine orientale dal Risorgimento alla Repubblica, 2008, Edizioni Scientifiche Italiane
- Carlo Ghisalberti, Unità nazionale e unificazione giuridica in Italia, 2007, Laterza
- Carlo Ghisalberti, Da Campoformio a Osimo. La frontiera orientale tra storia e storiografia, 2001, Edizioni Scientifiche Italiane
- Carlo Ghisalberti, Stato, nazione e Costituzione nell'Italia contemporanea, 1999, Edizioni Scientifiche Italiane

Tra i suoi contributi a pubblicistica accademica si segnalano:
- Carlo Ghisalberti, Sulle culture costituzionali, in Storia Amministrazione Costituzione, 2006, fasc. 14, pp. 303–312
- Carlo Ghisalberti, Alle radici della democrazia occidentale, in Nuovi studi politici, 1992, fasc. 2, pp. 107–109
- Carlo Ghisalberti, Proporzionale: un secolo di guasti, in Nuovi studi politici, 1991, fasc. 4, pp. 41–43
- Carlo Ghisalberti, Aldo Mazzacane, Savigny e la storiografia giuridica tra storia e sistema, in Quaderni fiorentini per la storia del pensiero giuridico moderno, 1977, fasc. 5-6, pp. 951–959
- Carlo Ghisalberti, Costituzionalismo e classi sociali alle origini del risorgimento, in Rivista di storia del diritto contemporaneo, 1976, fasc. 1.